# Carl Adolph Preyer
Carl Adolph Preyer (Pforzheim, 28 de juliol de 1863 - Viena, 10 de novembre de 1947) fou un músic i compositor alemany.
Estudià en el Conservatori de Stuttgart; més tard a Viena sota la direcció de Navratil, i a Berlín estudià amb Urban i Bart. Des de 1893 fou durant uns anys professor de piano, contrapunt i fuga de la Universitat de Kansas.
Va compondre: 20 peces melòdiques en forma d'estudis (òp. 35), 3 peces per a piano: Dansa noruega, Canzonetta, i Serenata espanyola (òp. 40); 2 peces per a piano: Toccata i Diàleg sense paraules (óp. 36); 20 estudis progressius per octaves (óp. 30), Temes amb variacions (óp. 32), Sonata per a piano (óp. 33), Scherzo, 12 estudis per al canell (óp. 43), 16 estudis per al ritme i l'expressió (óp. 44), i diverses cançons que en el seu temps assoliren gran popularitat.